# Laportea disepala
Laportea disepala är en nässelväxtart som först beskrevs av François Gagnepain, och fick sitt nu gällande namn av Chew. Laportea disepala ingår i släktet Laportea och familjen nässelväxter. Inga underarter finns listade i Catalogue of Life.